# Hippodrome de l'Isle-Briand
 (janvier 2014).
Si vous disposez d'ouvrages ou d'articles de référence ou si vous connaissez des sites web de qualité traitant du thème abordé ici, merci de compléter l'article en donnant les références utiles à sa vérifiabilité et en les liant à la section « Notes et références ».

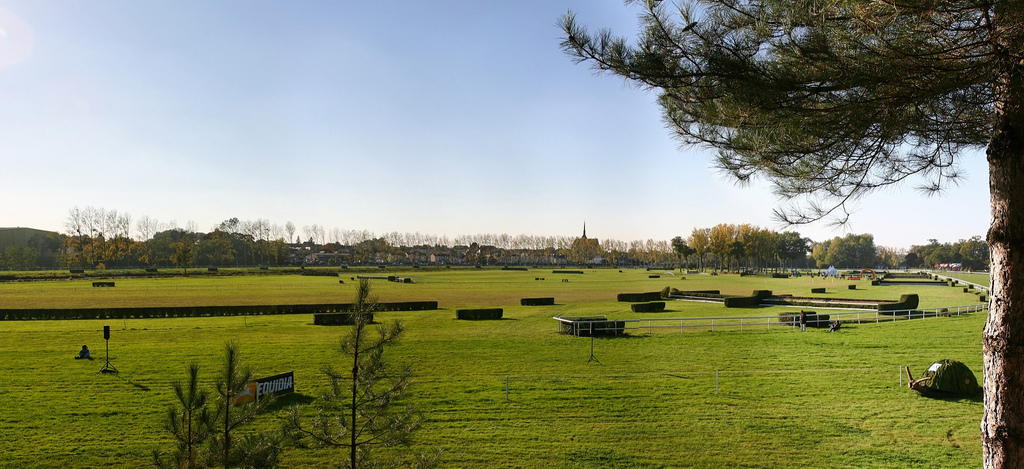
Vue sur l'Hippodrome

L'Hippodrome de L'Isle-Briand est un champ de courses hippiques situé sur la commune du Lion-d'Angers, en Anjou, dans le département français de Maine-et-Loire dans la région des Pays de la Loire.
Il est situé au nord-est de la commune, sur un domaine de 162 hectares, qui abrite le Haras national. Il est principalement connu en France mais aussi en Europe avec l'Anjou-Loire Challenge, la plus longue course d'obstacles du monde.

## Historique
- 1874 : La chronique de l'époque nous signale que le 14 septembre 1874 quatre courses sont données à l'occasion du Comice Agricole du canton, 3 au trot et une au galop, dotées chacune de 145 F de prix (437 € actuels).
- 1890 : Dépôt des statuts de la Société des Courses du Lion d'Angers.
- 1922 : Création de la Société Hippique Lionnaise à l'initiative du Comité des Fêtes locales.
- 1945 : Fusion des 2 sociétés de courses lyonnaises.
- 1946 : Aménagement de l'hippodrome grâce à un emprunt de 500 000 F (34 725 €). Monsieur Arsène THIBAULT dessine les pistes, crée les obstacles, les tribunes et les baraques de Pari Mutuel.
- 1970 : Acquisition du domaine de l'Isle Briand par le Conseil général du Maine-et-Loire.
- 1972 : Création de nouvelles pistes.
- 1975 : Création des tribunes, balances, miradors, vestiaires et du hall.
- 1986 : Agrandissement des tribunes.
- 1988 : Création de l'arrosage informatisé des pistes.
- 1992 : Mise en place, d'un programme décennal de modernisation comprenant tribunes, restaurant panoramique, salles de réunions et annexes, vestiaires, parkings et 100 boxes… Désormais classé « Pôle Régional » l'hippodrome organise des réunions PMU et des quintés.
- 1993 : Journée exceptionnelle du galop sous l'égide du Fonds Européen de l'Elevage. Trois courses PMU au programme (test de décentralisation). Victoire dans l'épreuve principale d'URBAN SEA, future lauréate de l'ARC (3 mois plus tard).
- 2005 : Création du plus long Steeple chase Cross-country du Monde : Anjou-Loire Challenge, sur la distance de 7 300 mètres.
- 2008 : Extension et réaménagement de l'ensemble des installations publiques et professionnelles (gradins surélevés, salle technique et d'ccueil).

## Caractéristiques techniques
L'Hippodrome de l'Isle-Briand se compose d'une piste plate de gazon de 1 625 mètres. C'est un peu plus de 90 courses qui ont lieu du début du mois d'avril jusqu'à la mi-septembre. Depuis 2013, c'est uniquement la discipline du Galop qui anime les pistes lyonnaises.
Il dispose également d'infrastructures adaptées tels que :
- 1 rond de signalement, 1 rond de présentation et de détente ombragés ;
- 120 boxes répartis dans 4 écuries ;
- 2 tribunes couvertes ;
- 1 restaurant panoramique climatisé avec vue imprenable sur la piste ;
- 1 stand de restauration rapide ;
- vaste emplacement ombragé pour pique-nique ;
- plusieurs salons et loges sponsors ;
- 1 espace professionnel ;
- 1 infirmerie ;

## Événements spéciaux
Tout au long de l'année, il accueille plusieurs évènements comme :
- la course hippique de steeple-chase Anjou-Loire Challenge créée en 2005, la plus grande du monde dans sa spécialité (7 300 mètres). Il se court le jeudi de l'Ascension ;
- le Mondial du Lion, est un concours complet d'équitation international de niveau 1 et 2 étoiles (CCI* et CCI**) qui se court chaque année au 3e week-end d'octobre ;
- la présence de célébrités telles que Miss France 2005 (Cindy Fabre) en mai 2005, ou bien des actrices (Dounia Coesens, Léa François et Cécilia Hornus, actrices jouant dans Plus belle la vie) présentent lors de l'Anjou-Loire Challenge, et bien d'autres.